# Cézan
Cézan ist eine französische Gemeinde mit 203 Einwohnern (Stand 1. Januar 2022) im Département Gers in der Region Okzitanien (vor 2016: Midi-Pyrénées). Sie gehört zum Arrondissement Condom und zum Kanton Fleurance-Lomagne.
Die Einwohner werden Cézanais und Cézanaises genannt.

## Geographie
Cézan liegt circa 19 Kilometer südöstlich von Condom in der historischen Provinz Armagnac.
Umgeben wird Cézan von den sechs Nachbargemeinden:
|                  | Larroque-Saint-Sernin                       | Réjaumont |
| Castéra-Verduzan | Kompassrose, die auf Nachbargemeinden zeigt | Préchac   |
| Jegun            | Lavardens                                   |           |

Cézan liegt im Einzugsgebiet des Flusses Garonne.
Nebenflüsse des Ruisseau de Lahontan durchqueren das Gebiet der Gemeinde:
- die Coulègne mit ihren Nebenflüssen,
  - dem Ruisseau Biote und
  - dem Pontic, der in Cézan entspringt, und
- der Ruisseau de Masca.[2]

## Einwohnerentwicklung
Nach Beginn der Aufzeichnungen stieg die Einwohnerzahl in der ersten Hälfte des 19. Jahrhunderts auf einen Höchststand von rund 590. In der Folgezeit sank die Größe der Gemeinde bei zwischenzeitlichen Erholungsphasen bis zur Jahrtausendwende auf ihren tiefsten Stand von 150 Einwohnern, bevor eine Wachstumsphase einsetzte, die bis heute andauert.
| Jahr                       | 1962 | 1968 | 1975 | 1982 | 1990 | 1999 | 2006 | 2011 | 2020 |
| Einwohner                  | 206  | 203  | 165  | 152  | 158  | 150  | 153  | 178  | 219  |
| Quellen: Cassini und INSEE |      |      |      |      |      |      |      |      |      |

## Sehenswürdigkeiten
- Pfarrkirche Sainte-Eulalie aus dem 16. Jahrhundert, im Jahre 1879 umgebaut, mit einem Glockenturm und einem Kreuzrippengewölbe aus Backstein. Sie birgt zwei Kaseln aus der zweiten Hälfte des 18. Jahrhunderts, die seit dem 29. Januar 2001 als Monument historique der Objekte eingeschrieben sind.[3][4]
- Überreste der herrschaftlichen Burg

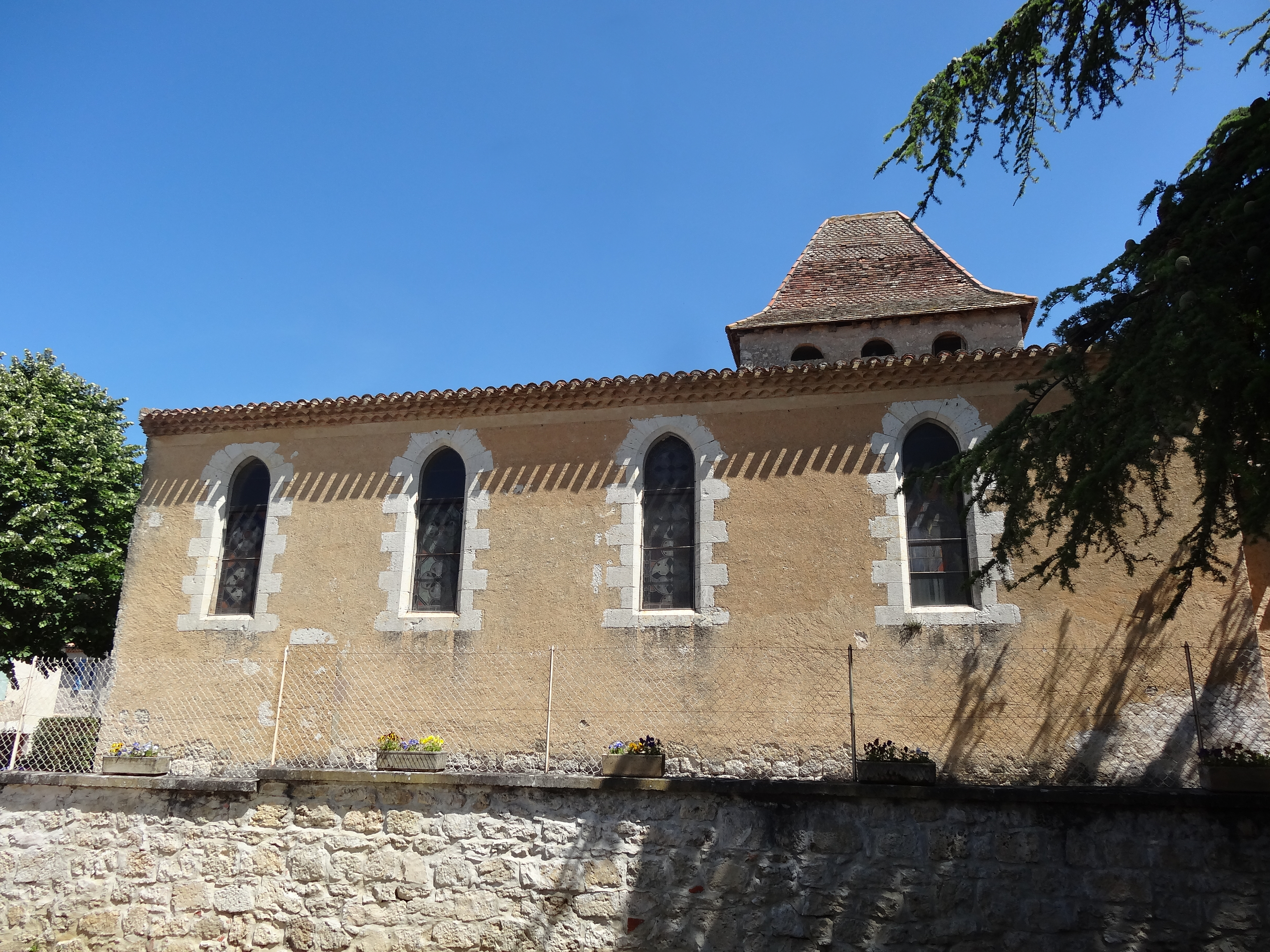
Kirche Sainte-Eulalie
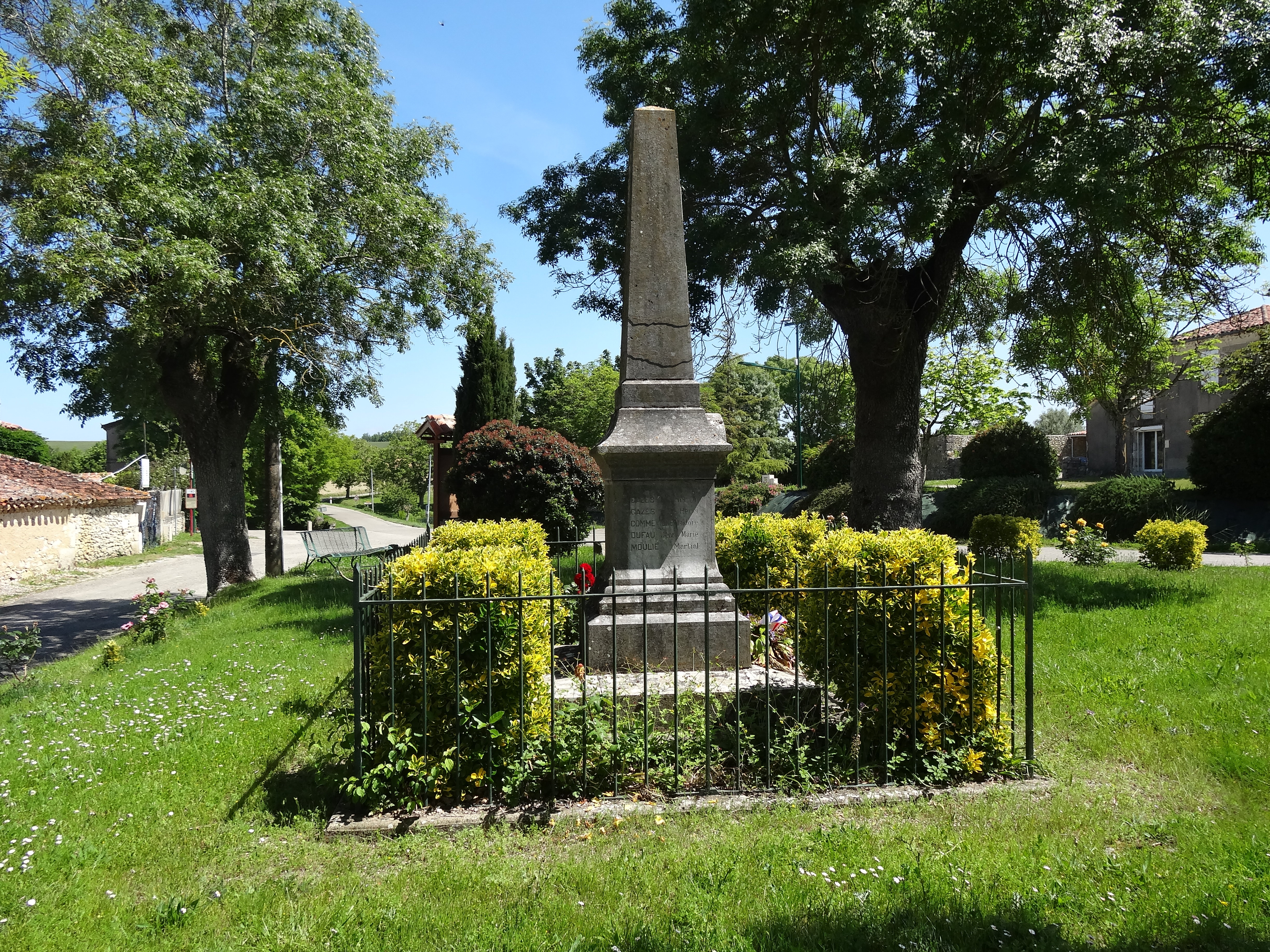
Gefallenendenkmal
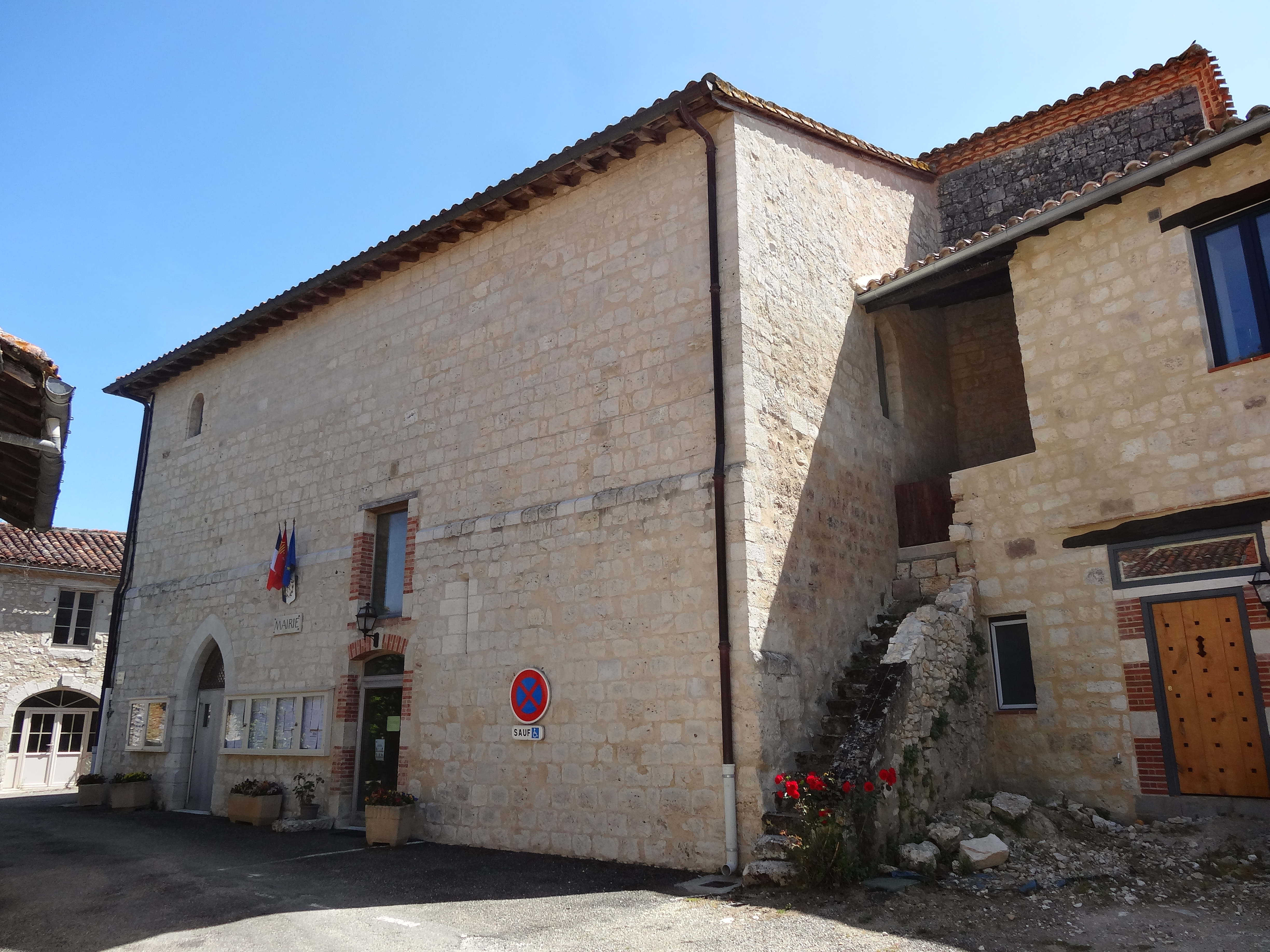
Rathaus Cézan

## Wirtschaft und Infrastruktur
Cézan liegt in den Zonen AOC
- des Armagnacs (Armagnac, Bas-Armagnac, Haut-Armagnac, Armagnac-Ténarèze und Blanche Armagnac) und
- des Likörweins Floc de Gascogne (blanc, rosé).[5]

### Verkehr
Cézan ist über die Routes départementales 210, 215, 236 und 303 erreichbar.